# Barzta (herb szlachecki)
Barzta (Barżta) – polski herb szlachecki, nadany w Królestwie Polskim.

## Opis herbu
W polu czerwonym obramowanym złotem i obitym złotymi ćwiekami miecz na ukos ostrzem w dół ku lewej stronie i klucz zębem na dół. W miejscu ich skrzyżowania zielony wieniec laurowy. Nad tarczą korona szlachecka. W klejnocie trzy pióra strusie. Spoza tarczy zwieszają się po 3 chorągwie z każdej strony, skrajne błękitne, środkowe czerwone ze złotymi frędzlami.

## Historia herbu
Herb nadany wraz z nobilitacją prezydentowi Płocka Janowi Betcherowi 8 lutego 1820 roku.

## Herbowni
Betcher.